# Departamento de Policía Tribal de los Apache Jicarilla
El Departamento de Policía Tribal de los Apache Jicarilla (en inglés: Jicarilla Apache Tribal Police Department) es la principal agencia de policía local del pueblo de Dulce en Nuevo México, y a la que se le han otorgado poderes policiales específicos en el condado de Río Arriba. El Departamento de Policía Tribal de los Apache Jicarilla está bajo el control del concejo municipal de Dulce y es una de las agencias de policía modernas más antiguas del mundo. 
La función principal del Departamento de Policía Tribal de los Apache Jicarilla es la prevención del crimen, detener los delitos en curso, la investigación de delitos y actuar como profesionales de respuesta ante emergencias y situaciones que amenacen la seguridad pública.

## Información general
La reserva india de los Apache Jicarilla se encuentra en el extremo sur de las Montañas Rocosas de Colorado, en el norte de Nuevo México, aproximadamente a unos 2.100 metros de altitud. Toda la reserva, que tiene un promedio de 112 kilómetros de largo y 32 de ancho, abarca una extensión de 742.000 acres de tierras de pastoreo rodeada por montañosas arboladas y muchos lagos. Tiene un gran potencial para ser una de las mejores áreas recreativas de Estados Unidos. 
La Tribu de los Apache Jicarilla está gobernada por su propio Consejo Tribal electo encabezado por el presidente Tribal, J.D. García. Este consejo joven y progresista, con una mentalidad muy comprometida con la aplicación de la ley, es básicamente responsable de la organización del Tribunal Tribal de los Apache Jicarilla y del joven y eficiente Departamento de Policía de los Apache Jicarilla. El Tribunal Tribal está dirigido por un trabajador capacitado no-Indio empleado por vía contractual. Tramita demandas civiles, acciones de divorcio, casos de adopción y testamentarios, así como casos de tipo penal. El código penal ofrece un sistema de jurados y un tribunal de apelación.
La formación de los agentes de policía está tutelada y sustentada por la Oficina de Asuntos Indígenas, la Oficina Federal de Investigación y la Academia de la Policía Estatal de Nuevo México. El departamento está financiado únicamente por la Tribu de los Apache Jicarilla, la cual hace posible que tengan el mejor y más actualizado equipamiento policial y vehículos a motor; esto les permite realizar tanto tareas de carácter preventivo como de cumplimiento de la ley. Esta policía tribal es única, en el sentido de que tienen tres jurisdicciones de interés en la reserva, que son la federal, la estatal y la tribal. La reserva está habitada por tres culturas: la anglosajona, la española y, por supuesto, por los Apache Jicarilla.

## Determinación de la jurisdicción
El primer paso que se debe dar al comienzo de cualquier delito es determinar quién tiene jurisdicción. Para entender este problema, primero hay que darse cuenta de que el gobierno federal tiene jurisdicción exclusiva sobre los 10 delitos principales. Solo hay una excepción a esto, y son los crímenes cometidos por los no-Indios. Los 10 delitos principales incluyen el asesinato, violación, robo, hurto, lastrocinio, incendio premeditado, asalto con intento de homocidio, asalto con arma mortal, homicidio involuntario e incesto. El gobierno federal también tiene jurisdicción exclusiva sobre la malversación de fondos. Para que el gobierno federal asuma jurisdicción en cualquiera de los delitos antes mencionados, se debe determinar que fue perpetrado contra la persona o la propiedad de un Indio, independientemente de la ascendencia del delincuente. En muchos casos, el Gobierno Federal y Estatal tienen jurisdicciones concurrentes. Esto generalmente se resuelve remitiéndose primero al tribunal supremo, el tribunal Federal, y en caso de declinaciones, a los tribunales estatales. Algunas decisiones recientes de los tribunales estatales indican que el Estado mantiene que no tiene jurisdicción alguna sobre las reservas Indias.

## Funciones de la policía Apache
La tribu de los Apache Jicarilla ha desarrollado su propio código penal tribal. Este consiste en delitos de grado menor, el cual tiene que ver con personas y propiedades. Los agentes de policía de los Apache Jicarilla se enfrentan a cometidos que van desde mediar en una trifulca ocasional hasta arrestar a un borracho en la vía pública, así como investigaciones encaminadas ante el robo de combustible, robo de ganado y homicidios. Se le puede pedir que transporte a una persona enferma o herida a la Clínica de Salud Pública de Dulce o al hospital de una de las ciudades. Los policías Apache pueden hacer controles de carretera y barricadas para ayudar a la policía estatal y a los sheriffs a detener a los delincuentes fugaces. También han de estar en alerta, concienzudos y poseer una atención inquebrantable ante el deber. Los policías Apache Jicarilla no se jactan de tener uno de los departamentos policiales más grandes, pero ciertamente sus funciones son tan complejas como los de cualquier otro departamento. Debido a sus operaciones y deberes, el departamento ha sido comparado a menudo con el típico departamento del sheriff de un condado o con la Legión Extranjera Francesa.

## Variedad de asignaciones
El trabajo de una semana para un policía tribal da fe de la variedad de funciones que desempeña. Su registro de actividad puede discurrir de la siguiente manera: "Recibido aviso de cazador perdido en el área de la mesa de Caracus"; "Avistada cacería acometida por un oso que ha matado a varias ovejas en el área de Horse Lake"; "Disputa resuelta sobre asignaciones de apropiaciones de tierras a manos de ganaderos tribales"; "Comprobación de un camión cargado con ganado que ha salido de la reserva"; "Detenido un borracho que ha estado perturbando el orden público"; "Resuelta disputa familiar"; "Entregadas diversas órdenes de arresto y documentos judiciales de sucesión"; "Vigilancia de la Danza Tribal del Oso"; “Durante los ratos libres hacía seguimientos a investigaciones inconclusas”.

## Personal e instalaciones
Además del jefe de policía, el departamento de policía de los Apache Jicarilla está compuesto por un agente de menores (se les conoce también por el nombre de Juvenile Officers y en la mayor parte de los departamentos de policía de Estados Unidos cuentan con uno y trabajan específicamente con jóvenes que pueden necesitar orientación, disciplina o rehabilitación después de cometer un delito penal), un sargento de patrulla, un secretario policial y cinco patrulleros uniformados. Tienen su acuartelamiento en Dulce (Nuevo México), que se encuentra en la parte norte de la reserva. Esta zona es también la ubicación de la Oficina del Gobierno Tribal y de la Agencia Jicarilla de la Oficina de Asuntos Indígenas. También hay una subestación de policía cerca del extremo sur de la reserva y está atendida por dos agentes que patrullan los yacimientos petrolíferos y protegen las propiedades tribales, además de estar disponibles para los lugareños que viven en esa región, prestando cualquier servicio policial que necesiten. El departamento también dispone de un programa de libertad condicional juvenil que opera a través del juzgado tribal. Se dedican muchas horas a consejería con adolescentes que han tenido dificultades con ciertos segmentos de la ley.

## Otros requerimientos
Los agentes de policía Apache Jicarilla deben estar disponibles para testificar en el juzgado al menos dos veces durante la semana o tantas veces como el juzgado lo requiera. Debe ser bilingüe, en el sentido de que debe hablar inglés y apache, y poder leer y escribir en inglés. Por todo esto, los agentes Apache Jicarilla se complacen al saber que están sirviendo a su propia gente, y ellos a su vez lo recompensan con el respeto que merece un buen policía. Se les paga un salario acorde con algunos de los departamentos de policía mejor pagados del suroeste.

## Excelente récord alcanzado
Existe una excelente relación entre el Departamento de Policía Apache Jicarilla, los agentes de la Oficina Federal de Investigación, los agentes especiales de la Oficina de Asuntos Indígenas y los agentes estatales y del condado. Se ha determinado que esto es absolutamente necesario para lograr el espléndido historial de aplicación de la ley en esta parte del estado de Nuevo México.
Se cree que el crimen en la reserva Apache Jicarilla se compara muy favorablemente con el promedio nacional. Hay indicios de una reducción sustancial en los 10 delitos principales durante los últimos 3 años. Esto se debe a la excelente cooperación de los gobiernos federal, estatal y tribal, sin la cual no se hubiera podido lograr este récord ejemplar.